# Giuseppe Di Mare (canottiere)
Giuseppe Di Mare (Pompei, 28 marzo 1997) è un canottiere italiano.

## Biografia
Gareggia per il Canottieri Savoia.
Ha debuttato con la maglia azzurra nel 2014 vincendo una medaglia d'oro e una d'argento alla Coupe de la Jeunesse, allenato da Rosario Aita. Nel 2015, sempre alla Coupe de la Jeunesse, vince per ben due volte la medaglia d'oro .
Ha iniziato a remare a livello professionale con Alfonso Scalzone col quale ha vinto la medaglia di bronzo agli Europei assoluti di Račice 2017 in due senza pesi leggeri e successivamente la medaglia d'oro sempre due senza pesi leggeri ai campionati del mondo under 23 di Plovdiv, in Bulgaria.
Ha rappresentato la nazionale maggiore ai mondiali di Sarasota 2017, dove insieme al compagno Alfonso Scalzone, ha conquistato la medaglia d'argento nella specialità del 2 senza della categoria pesi leggeri.
Nel 2018 insieme a Raffaele Serio ha vinto la medaglia di bronzo nel due senza pesi leggeri ai campionati del mondo under 23 di Poznan,in Polonia.
Si è laureato campione del mondo per la seconda volta ai mondiali assoluti di Plovdiv 2018, sempre insieme al compagno Alfonso Scalzone, nella specialità del 2 senza pesi leggeri.
Nel 2019 ha vinto insieme a Niels Alexander Torre la medaglia d'argento nella specialità del doppio pesi leggeri ai mondiali under23 di Sarasota,Florida,USA.
Ha vinto il suo terzo titolo iridato ai mondiali assoluti di Linz-Ottensheim 2019 nel 2 senza pesi leggeri, in coppia con Raffaele Serio.

## Onorificenze
Nel 2017 riceve la medaglia d'argento al valore atletico per i risultati ottenuti durante la stagione. Si migliorerà poi nel 2018 ricevendo la medaglia d'oro al valore atletico.
Nel 2017 ritira il premio Delfino d'Argento dall'associazione Bluduemila per i risultati sportivi conseguiti nell'anno.
Nel dicembre 2021 riceve la sua seconda medaglia d'Oro al valore atletico.

## Palmarès
- Mondiali

Sarasota 2017, argento nel 2 senza pesi leggeri.
Plovdiv 2018: oro nel 2 senza pesi leggeri.
Linz-Ottensheim 2019: oro nel 2 senza pesi leggeri.
- Europei

Račice 2017: bronzo nel 2 senza pesi leggeri.
- Mondiali U23

Plovdiv 2017: oro nel 2 senza under23 pesi leggeri.
Poznan 2018: bronzo nel 2 senza under23 pesi leggeri.
Sarasota 2019: argento nel doppio under23 pesi leggeri.